# Wilhelm Gumppenberg
Wilhelm Gumppenberg (* 17. Juli 1609 in München; † 8. Mai 1675 in Innsbruck) war ein Jesuit und Theologe aus Bayern. Bekannt wurde er vor allem durch seinen Atlas Marianus.

## Leben
Wilhelm Gumppenberg, Spross eines niederen bayerischen Adelsgeschlechts, wurde am 17. Juli 1609 in München als Sohn eines Kämmerers geboren. 1624 schloss er das Jesuitengymnasium München (heute Wilhelmsgymnasium München) ab und begann das obligatorische Grundstudium (= Philosophie) an der Universität Ingolstadt, trat aber im April 1625 in die Gesellschaft Jesu (Societas Jesu) ein und studierte von 1625 bis 1633 in Landsberg, danach bis 1640 in Rom. In den folgenden Jahren führte ihn seine Tätigkeit als Prediger nach Ingolstadt (1640–1643), Regensburg (1643–1646), Freiburg in der Schweiz (1646–1649), Freiburg im Breisgau (1649–1650), Trient (1650–1656), Augsburg (1656–1658), Dillingen (1658–1660) und Innsbruck (1660–1662). 1662 wurde er nach Rom entsandt, wo er während vier Jahren als Pönitentiar der deutschsprachigen Pilger an der Basilika Sankt Peter wirkte, ehe er 1666 nach Bayern zurückkehrte. Wilhelm Gumppenberg starb im Alter von 66 Jahren am 8. Mai 1675 in Innsbruck.

## Werk
Wilhelm Gumppenberg ist der Verfasser eines Repertoriums der römischen Wallfahrtskirchen für Pilger sowie einer Sammlung von Meditationen über das Leben Christi; sein Name bleibt jedoch in erster Linie mit dem Atlas Marianus verbunden, einem Inventar wundertätiger Marienbilder, dem er mehr als zwanzig Jahre seines Lebens widmete.

### Zur Entstehung desAtlas Marianus

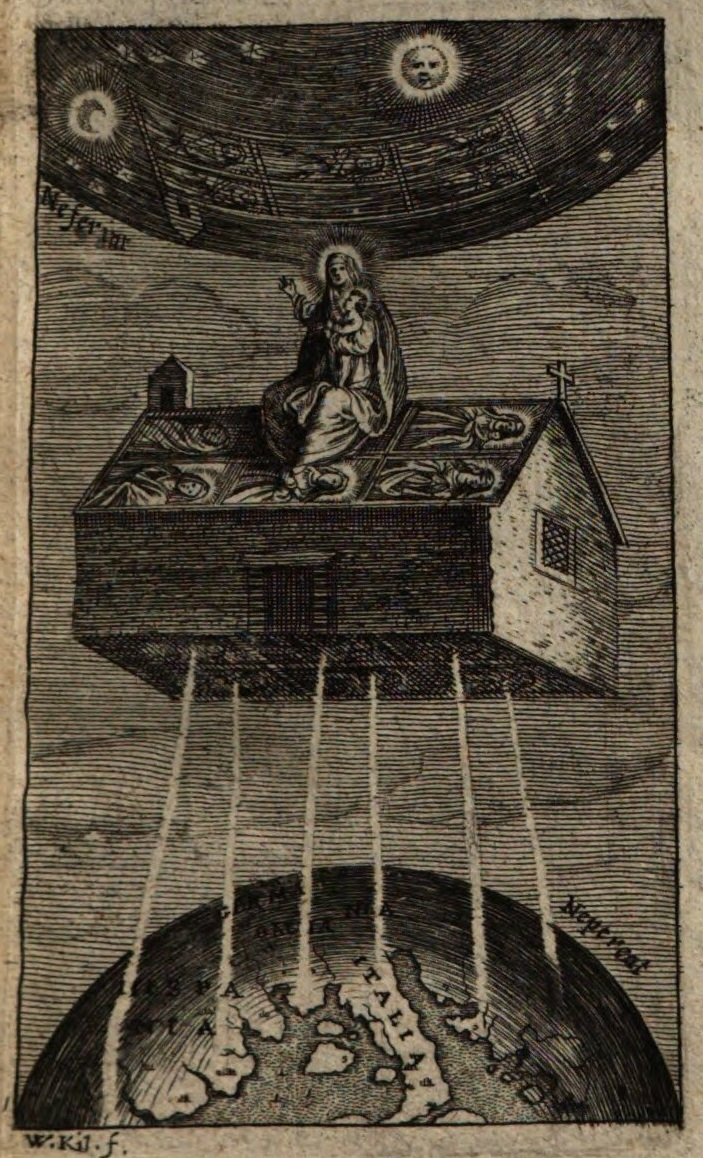
Die Illustration im Atlas Marianus veranschaulicht das Verhältnis zwischen der himmlischen Gottesmutter und den wundertätigen Bildern, durch die sie Heilsströme aussendet.

Im Jahr 1650 berichtet Wilhelm Gumppenberg, damals in Trient tätig, seiner Obrigkeit von seinem Vorhaben, ein Inventar der wundertätigen Marienbilder zu erstellen. Sein Projekt reiht sich in die Gattung der sakralen Topografie ein, die es sich zur Aufgabe macht, Pilgerorte und Stätten, die Reliquien und wundertätige Bilder beherbergen, aufzulisten und zu beschreiben. Der Atlas Marianus zeichnet sich allerdings vor andern Werken der sakralen Topografie durch seine geographische Ausdehnung aus. Während man sich gewöhnlich auf ein geographisch klar eingegrenztes Gebiet beschränkte (eine Stadt, eine Provinz, ein Königreich), hatte Gumppenberg den Anspruch, seiner Leserschaft ein vollständiges Inventar aller weltweit existierenden wundertätigen Marienbilder zu präsentieren. Zu diesem Zweck wandte er sich an die gesamte Gesellschaft Jesu mit der Bitte um deren Mitarbeit: 1655 veröffentlichte er die Idea Atlantis Mariani, eine Beschreibung des künftigen Werks, die zugleich ein Aufruf zur Mitarbeit war und in 600 Exemplaren an die Rektoren der Jesuitenkollegien verschickt wurde. Zwar war das Echo auf diese Initiative in den verschiedenen Regionen sehr unterschiedlich, doch das Netz der Informanten Gumppenbergs weitete sich immer mehr aus und umfasste Ende 1660 schließlich über 270 Korrespondenten. Das Ausmaß der Aufgabe und die damit verbundenen materiellen Schwierigkeiten veranlassten Gumppenberg, in einem ersten Schritt eine vorläufige Version seines Werks zu publizieren; diese erschien in den Jahren 1657 bis 1659 gleichzeitig in lateinischer und deutscher Sprache und enthält insgesamt 100 wundertätige Marienbilder mit den dazugehörigen Kommentaren. Die endgültige Fassung, die ihrerseits 1200 Beschreibungen in lateinischer Sprache aufweist, wurde schließlich 1672 veröffentlicht.

### Zu Wesen und Funktion desAtlas Marianus
Gemäß den Regeln der sakralen Topografie stellt sich der Atlas Marianus in seiner kurzen wie in seiner langen Version als eine Folge von Kommentaren dar, in denen für jedes einzelne der wundertätigen Bilder mehr oder weniger ausführlich berichtet wird, wie und wo es auftauchte, welche Wundertaten es vollbrachte und welche Art der Verehrung ihm entgegengebracht wird. Die scheinbare Schlichtheit der Botschaft, der repetitive Charakter des Werks dürfen allerdings nicht darüber hinwegtäuschen, dass es sich in Wirklichkeit um ein komplexes Unternehmen handelt, das mehrere Ziele verfolgt, wenden die verschiedenen Fassungen sich doch jeweils an eine ganz bestimmte Leserschaft. Zum einen ist der Atlas Marianus ein Instrument, das gegen die Protestanten eingesetzt wird, indem er unter Berufung auf die zahlreichen Wunder, welche durch die Marienbilder vollbracht wurden, die Verehrung von heiligen Bildern rechtfertigt. Er ist aber auch ein Buch der Andacht, das vor den katholischen Lesern ein ganzes Panorama von Pilgerstätten ausbreitet. Besonders deutlich ist dies in der kurzen Version, in der jeder Text von einer Abbildung des jeweiligen wundertätigen Marienbildes begleitet wird. Die Funktion dieser Bilder ist nicht einfach illustrativ; ihre Bestimmung ist es vielmehr, ihrerseits zu Objekten der Verehrung zu werden, die es dem Leser ermöglichen, in Gedanken zu den verschiedensten Stätten zu pilgern, wozu er im realen Leben niemals die Gelegenheit hätte. Die in Latein abgefasste lange Version des Atlas ist dagegen für ein gelehrtes Publikum von Theologen, Predigern und Lehrern bestimmt. Für sie verfasste Gumppenberg ein überaus perfektioniertes Verweissystem von beinahe 200 Seiten, in welchem er die verschiedenartigsten Kriterien verband: Orte und Zeitpunkte der Entdeckung der Bilder, Name und Beruf der Entdecker, Materialien, aus denen die Bilder geschaffen waren usw. Damit machte er den Atlas zum Instrument einer eigentlichen Wissenschaft des Übernatürlichen, mit dem einerseits die Angriffe der Protestanten gekontert wurden und andererseits auch die Kritiken der zeitgenössischen Naturphilosophen widerlegt werden sollten, welche die Hypothese einer direkten Intervention Gottes auf Erden herunterzuspielen, wenn nicht gar zurückzuweisen suchten.

### Nachwirken desAtlas Marianus
Der außergewöhnliche Umfang des Inventars, die geographische Reichweite und die reiche Dokumentation führten dazu, dass der Atlas Marianus nicht nur mehrere Neuauflagen erfuhr, sondern ebenfalls in verschiedene Sprachen übersetzt wurde und Anlass zu diversen Adaptionen gab. Zu nennen sind zunächst eine deutsche Übersetzung der langen Version (1673), Adaptionen und Übersetzungen ins Ungarische (1690) und ins Tschechische (1704) sowie eine gekürzte Wiederauflage der langen deutschen Version (1717). In der ersten Hälfte des 19. Jahrhunderts nahm der italienische Geistliche Agostino Zanella Gumppenbergs Werk wieder auf; von 1839 bis 1847 publizierte er eine neue zwölfbändige Fassung des Atlas, in der er dem ursprünglichen Korpus eine Anzahl neuer wundertätiger Bilder, von denen die meisten aus Italien stammten, hinzufügte. In Frankreich ergänzte Abt Jean-Jacques Bourassé seine mariologische Summa (1862–1866), indem er die 300 ersten Texte der lateinischen 1672-Version von Gumppenbergs Atlas in sein Werk einbaute. Schließlich erschien unlängst (2015) eine kritische Ausgabe der kurzen Version des Atlas Marianus, die den deutschen Originaltext sowie eine französische Übersetzung enthält.

## Werke
- Idea Atlantis Mariani de Imaginibus miraculosis B. V. Mariae. Carlo Zanetti, Trient 1655 (Digitalisat in Google Books).
- Atlas Marianus sive de Imaginibus Deiparae per Orbem Christianum Miraculosis, auctore Guilielmo Gumppenberg. 4 Bände. 1657–1659 (Band I-II Georg Henlin, Ingolstadt und Lucas Straub, München. Band III-IV Johann Ostermeyer, Ingolstadt) (Digitalisat Band I, Band II, Band III und Band IV im Münchener Digitalisierungszentrum).
- Marianischer Atlas: das ist wunderthätige Mariabilder so in aller christlichen Welt mit Wunderzaichen berhuembt durch Guilielmum Gumppenberg. 4 Bände. 1657–1659 (Band I-II Georg Haenlin, Ingolstadt, Lucas Straub, München und Johann Jaecklin, München. Band III-IV Johann Jaecklin, München) (Digitalisat Band I, Band II, Band III und Band IV im Münchener Digitalisierungszentrum).
- Sedici pellegrinaggi per le 365 chiese di Roma. Egidio Ghezzi, Rom 1665 (Digitalisat im Münchener Digitalisierungszentrum).
- Atlas Marianus, quo sanctae Dei genitricis Mariae imaginum miraculosarum origines duodecim historiarum centuriis explicantur. Johann Jaecklin, München 1672 (Digitalisat im Münchener Digitalisierungszentrum).
- Iesus vir dolorum Mariae matris dolorosae filius. Hermann von Gelder, München 1672 (Digitalisat im Münchener Digitalisierungszentrum).
- Marianischer Atlaß, Von Anfang vnd Vrsprung Zwölffhundert Wunderthätiger Maria-Bilder. 2 Bände. Johann Hermann von Gelder, München 1673 (Digitalisat Band I und Band II im Münchener Digitalisierungszentrum).
- L’Atlas Marianus de Wilhelm Gumppenberg. Édition et traduction, hrsg. von Nicolas Balzamo, Olivier Christin und Fabrice Flückiger. Alphil, Neuchâtel, Alphil 2015. Verlagsseite